# Francisco Xavier de Garma y Duràn
Francisco Xavier de Garma y Duràn (Alcántara, 1708 – Barcelona, 1783) spanyol történész, heraldikus. A király titkára, az aragóniai levéltár főleváltárosa, a barcelonai királyi akadémia tagja volt. Térképek szerkesztésében is részt vett. Heraldikai művében nagyrészt José de Avilés Itúrbide könyvét követi.

## Művei
Garma Y Durán, Francisco Javier De: Figuras heráldicas. Madrid, 1993
Garma y Durán, Francisco Javier de - Darnius, Conde de - Aparici, Joseph [1653-1731] - Valls, Ignacio [fl. 1726-1764] - Rosselló i Verger, Vicenç: M.Mapa del Principado de Cataluña, y Condado del Rosellón. Barcelona, 2006
Theatro Universal de España. Descripción eclesiástica y secular de todos sus reynos y provincias, en general y particular. , t. IV : Madrid , 1751 
Adarga catalana: arte heraldica y practicas reglas del blason. Barcelona, I-II. 1753. 
- Adarga catalana I.

- Adarga catalana II.